# Gero P. Weishaupt
Gero P. Weishaupt (* 27. Februar 1964 in Aachen) ist ein deutscher römisch-katholischer Theologe und Kirchenrechtler.

## Leben
Weishaupt studierte von 1982 bis 1988 Philosophie und Theologie an der Universität Bonn und im diözesanen Priesterseminar Rolduc des Bistums Roermond in Kerkrade. Er wurde 1988 zum Diakon geweiht und ins Bistum Roermond inkardiniert. Nach der Priesterweihe 1989 war er in verschiedenen Pfarreien (als Pfarrvikar [Kaplan], Administrator, Subsidiar) tätig. Er wurde 1988 zum Patronus (Anwalt) am diözesanen Kirchengericht (Offizialat) des Bistums Roermond ernannt.
Von 1994 bis 1996 absolvierte er ein Lizenziatsstudium in Kirchenrecht am Kanonistischen Institut der Westfälischen Wilhelms-Universität Münster und schloss mit einer Lizenziatsarbeit bei Klaus Lüdicke ab. Am 1. Oktober 1996 wurde er zum Diözesanrichter am Offizialat des Bistums Roermond ernannt. Von 2001 bis 2006 absolvierte er ein Promotionsstudium in Kirchenrecht an der Päpstlichen Universität Gregoriana in Rom. Dort wurde er am 10. Mai 2006 mit einer von Gianpaolo Montini betreuten Dissertation zum Doktor des Kanonischen Rechts promoviert. Von 2004 bis 2006 arbeitete er in der Päpstlichen Kommission für die Kulturgüter der Kirche und als Privatsekretär des damaligen Präsidenten dieser Kommission, Mauro Piacenza. Seit April 2004 ist er Latinist bei Radio Vatikan.
Am 1. Juli 2006 wurde Weishaupt zum Ehebandverteidiger und Kirchenanwalt am Offizialat des Bistums ’s-Hertogenbosch ernannt. Seit September 2006 ist er Dozent für Kirchenrecht am Bischöflichen Priesterseminar des Bistums Roermond. Vom 1. Juli 2008 bis 1. September 2013 war er Offizial des Bistums ’s-Hertogenbosch. Seit dem 1. November 2009 schreibt er als Redakteur bei der Redaktion des katholischen Internetportals kathnews. Von September 2012 bis Juni 2015 lehrte er als Dozent für Kirchenrecht an der diözesanen Ausbildungsstätte für Kandidaten des Ständigen Diakonats des Bistums ’s-Hertogenbosch. Seit dem 1. September 2012 ist er Richter des Interdiözesanen Strafgerichtes der niederländischen Kirchenprovinz. Vom 2. Dezember 2013 bis zum 22. November 2022 war er hauptamtlicher Diözesanrichter am Erzbischöflichen Offizialat des Erzbistums Köln (seit 25. Februar 2022 beurlaubt). Seit September 2015 lehrt er als Dozent für Kirchenrecht und kirchliche Dokumente am Theologischen Institut des Bistums Roermond. Zusätzlich ist er Lehrbeauftragter für lateinische Kirchentexte an der Päpstlichen Hochschule Benedikt XVI. in Heiligenkreuz bei Wien.

## Nazivergleich und Entpflichtung
Im Februar 2022 sorgte Weishaupt für Aufsehen, indem er die Arbeit des Domradios des Erzbistums Köln in einem Facebook-Post mit der Propaganda von Joseph Goebbels verglich. Mit seiner „antikirchlichen Berichterstattung“ stoße das Domradio dem Kölner Erzbischof, Rainer Maria Woelki, „einen Dolch in den Rücken“. Der Chefredakteur des Domradios, Ingo Brüggenjürgen, verwahrte sich gegen Weishaupts Äußerungen: „Ein Vergleich mit NS-Propaganda von Goebbels verbietet sich. Ein Diözesanrichter eines Erzbistums sollte das eigentlich wissen!“ Das Erzbistum Köln distanzierte sich in einer Stellungnahme ebenfalls „vehement“ von Weishaupts Aussagen und gab bekannt, dass dieser „zu einem Gespräch einbestellt“ worden sei. Weishaupt bezeichnete daraufhin seine Äußerung in einem weiteren Facebook-Post als „unangemessen“. Trotzdem stellten unter anderem der Kirchenrechtler Thomas Schüller, der Essener Generalvikar Klaus Pfeffer und der Bonner Stadtdechant Wolfgang Picken öffentlich die Frage, ob Weishaupt weiterhin als Kirchenrichter tragbar sei. Der Kirchenrechtler Wolfgang F. Rothe erstattete gegen Weishaupt Anzeige.
Am 25. Februar 2022 gab das Erzbistum Köln bekannt, dass der Apostolische Administrator, Weihbischof Rolf Steinhäuser, Weishaupt mit sofortiger Wirkung von seinem Dienst als Diözesanrichter beurlaubt habe. Steinhäuser, heißt es in der entsprechenden Pressemitteilung, „kritisierte die Ausdrucksweise und die gewählten Vergleiche deutlich und erklärte, sie seien für einen katholischen Priester unangemessen und inakzeptabel. Mit seinen Äußerungen habe Weishaupt dem Erzbistum schweren Schaden zugefügt, deshalb könne er seine Aufgabe als Diözesanrichter nicht mehr fruchtbar ausüben.“ Erzbischof Rainer Kardinal Woelki entpflichtete ihn endgültig mit Wirkung zum 22. November 2022.

## Schriften (Auswahl)
- als Übersetzer: Ulrich Nersinger: Pontificia Cohors Helvetica (1506–2006). Nova et Vetera, Bonn 2005, ISBN 3-936741-50-6.
- Die Parteiaussagen im Ehenichtigkeitsprozeß im Spiegel der moralischen Gewißheit. Die Natur der „anderen Elemente“ des can. 1536 § 2 in Verbindung mit can. 1679 (= Dissertationes theologicae. Band 1). Nova et Vetera, Bonn 2007, ISBN 3-936741-49-2 (zugleich Dissertation, Gregoriana 2006).
- Päpstliche Weichenstellungen. Das Motu Proprio Summorum Pontificium Papst Benedikts XVI. und der Begleitbrief an die Bischöfe. Ein kirchenrechtlicher Kommentar und Überlegungen zu einer „Reform der Reform“. Verlag für Kultur und Wiss., Bonn 2010, ISBN 978-3-86269-003-9.
- Die Instruktion Universae Ecclesiae. Ein kirchenrechtlicher Kommentar. Benedetto-Verl., Aadorf 2013, ISBN 978-3-905953-41-1.